# Zirkonium
Zirkonium of zirkoon is een scheikundig element met symbool Zr en atoomnummer 40. Het is een goudkleurig overgangsmetaal.

## Ontdekking
Zirkonium is in 1789 ontdekt door de Duitse scheikundige Martin Heinrich Klaproth tijdens het onderzoeken van een jargon, een lichte zirkoon, uit Sri Lanka. Hij noemde het nieuwe element Zirkonerde (zirconia).
In 1824 is het in onzuivere vorm voor het eerst geïsoleerd door de Zweedse chemicus Jöns Jacob Berzelius door een mengsel van kalium en zirkoniumfluoride te verhitten. Pas in 1914 is zirkonium in zuivere vorm geïsoleerd.
De naam zirkonium is afgeleid van het mineraal zirkoon, waarin het aangetroffen werd. De naam zirkoon is te herleiden tot het Perzische zargūn, dat goudkleurig betekent. Het is via onder meer het Arabisch en het Frans in het Nederlands terechtgekomen.

## Toepassingen
Zirkonium wordt in de industrie voornamelijk gebruikt als zirkoon (ZrSiO4) voor het maken van mallen die gebruikt worden bij het gieten van andere metalen en het polijsten van keramische materialen. Zirkoon wordt ook wel gebruikt als natuurlijke edelsteen in juwelen. Andere toepassingen zijn:
- Zirkonium is een slechte absorbeerder voor neutronen. Daarom wordt het in legering met tin (zircalloy) of magnesium (UNGG-reactoren) veelvuldig gebruikt als bekleding voor brandstofstaven in nucleaire installaties. Bij abnormaal hoge temperaturen (ca. 1000 °C) kan het zirkonium in watergekoelde reactoren een reactie aangaan met water (of stoom) uit het primaire circuit, waarbij het zirkonium oxideert en ontplofbaar waterstofgas vrijkomt. Dit gebeurde ook bij het kernongeval van Three Mile Island in 1979 en de Kernramp van Fukushima in maart 2011.
- Omdat zirkonium over goede corrosiebestendige eigenschappen beschikt, wordt het in de chemische industrie gebruikt in pijpleidingen waar chemicaliën door getransporteerd worden.
- Voor militaire toepassingen is zirkonium geschikt in brandbommen omdat het bij hoge temperaturen in fijn verdeelde toestand zeer goed brandt.
- In legeringen met niobium vormt het bij lage temperaturen supergeleiders en wordt het gebruikt bij de productie van supergeleidende magneten.
- Zirkoniumpoeder wordt in de pyrotechniek gebruikt om een witte staart bij een vuurpijl te krijgen. Als alternatief kan ook titanium gebruikt worden.

### Toepassingen van zirkonium(IV)oxide
Zirkonium(IV)oxide wordt hoofdzakelijk gebruikt als keramisch materiaal. Toepassingen zijn:
- Als basis (drager) voor kronen en bruggen in de tandtechniek. Deze basis wordt vervolgens voorzien van opgebakken porselein waarmee de tanden worden gevormd. Zirkonium vervangt als zodanig in toenemende mate goud en andere metalen.
- In laboratoriumglaswerk waardoor het beter hittebestendig wordt.
- Voor het vervaardigen van keramische messen.
- Zirkonium(IV)oxide werkt bij 650 °C als vaste stof elektrolyt en is zo bruikbaar in meettoestellen om de concentratie van zuurstofgas in andere gassen te meten.

## Opmerkelijke eigenschappen
Zirkonium is lichter dan staal en de hardheid (Mohs 5) is vergelijkbaar met die van gelegeerd staal. Het metaal is bijzonder corrosiebestendig tegen veel chemicaliën, maar in fijn verdeelde toestand verbrandt het in aanwezigheid van dizuurstof. Als glad en stabiel zirkonium langdurig verhit en bestraald wordt, wordt het bros en kan het gaan verpoederen, waarbij het brandbaar wordt. Bij temperaturen boven de 900 °C wordt ook glad gepolijst zirkonium onder water snel bros, waarna het progressief oxideert en verder verbrost. Daarbij komt waterstof vrij, dat het verbrossen verder bevordert.
Bij temperaturen onder 35 K worden zirkonium-zink-legeringen magnetisch.

## Verschijning
In de natuur komt zirkonium niet in vrije vorm voor. De belangrijkste bron voor commerciële winning is het mineraal zirkoon dat in grote hoeveelheden wordt aangetroffen in de aardbodem van Australië, Brazilië, India, Rusland en de Verenigde Staten. Vaak is zirkonium een bijproduct van de winning van de titanium mineralen zoals ilmeniet en rutiel.
Voor het isoleren van zirkonium wordt vaak het Krollproces gebruikt waarbij zirkoniumchloride wordt gereduceerd met magnesium. Zirkonium is ook te isoleren door middel van het Van Arkel-de Boerproces.
In sommige sterren komt zirkonium veel voor. Ook in de zon en in meteorieten wordt zirkonium aangetroffen. De maanstenen die met de Apollomissies mee terugkwamen, bevatten veel hogere concentraties zirkoniumoxide dan aardse stenen.

## Isotopen
| Meest stabiele isotopen | Meest stabiele isotopen | Meest stabiele isotopen  | Meest stabiele isotopen  | Meest stabiele isotopen  | Meest stabiele isotopen  |
| Iso                     | RA (%)                  | Halveringstijd           | VV                       | VE (MeV)                 | VP                       |
| ----------------------- | ----------------------- | ------------------------ | ------------------------ | ------------------------ | ------------------------ |
| 90Zr                    | 51,45                   | stabiel met 50 neutronen | stabiel met 50 neutronen | stabiel met 50 neutronen | stabiel met 50 neutronen |
| 91Zr                    | 11,22                   | stabiel met 51 neutronen | stabiel met 51 neutronen | stabiel met 51 neutronen | stabiel met 51 neutronen |
| 92Zr                    | 17,15                   | stabiel met 52 neutronen | stabiel met 52 neutronen | stabiel met 52 neutronen | stabiel met 52 neutronen |
| 93Zr                    | syn                     | 1,53·106 j               | β−                       | 2,893                    | 93Nb                     |
| 94Zr                    | 17,38                   | stabiel met 54 neutronen | stabiel met 54 neutronen | stabiel met 54 neutronen | stabiel met 54 neutronen |
| 96Zr                    | 2,80%                   | 3,9·1019 j               | 2β−                      | 3,350                    | 96Mo                     |

In de natuur komen vier stabiele isotopen voor en één radioactieve met een extreem lange halveringstijd. In totaal zijn er ongeveer 20 radioactieve zirkonium-isotopen bekend.

## Toxicologie en veiligheid
Metallisch zirkonium heeft vrijwel geen invloed op het menselijk lichaam en is daardoor onschadelijk. Dat geldt niet voor de meeste zirkoniumverbindingen, hoewel de giftigheid daarvan vaak minimaal is. In poedervorm kan zirkonium irritatie opwekken. Als het poeder in de ogen terechtkomt is medische hulp nodig. Zirkoniumpoeder is erg brandbaar.